# Angerona smartaria
Angerona smartaria är en fjärilsart som beskrevs av Williams 1947. Angerona smartaria ingår i släktet Angerona och familjen mätare. Inga underarter finns listade i Catalogue of Life.